# Héctor Valer
Héctor Valer Pinto (Abancay, 4 de febrero de 1959) es un abogado y político peruano. Ejerce como congresista de la república para el periodo 2021-2026. Fue presidente del Consejo de Ministros, desde el 1 al 8 de febrero de 2022, en el gobierno de Pedro Castillo.

## Biografía
Nació el 4 de febrero de 1959, en Abancay, del departamento de Apurímac. Realizó sus estudios primarios en el Colegio n.º 665, Cachora, y los secundarios en la Gran Unidad Escolar Miguel Grau.
Estudió la carrera de Derecho y Ciencias Políticas en la Universidad Inca Garcilaso de la Vega, de 1982 a 1992. En 1993, se trasladó a Colombia como refugiado político, donde continuó sus estudios en la Universidad Libre en Colombia, en donde se graduó el 17 de diciembre de 1997. Tuvo también estudios de maestría de Desarrollo Rural en la Pontificia Universidad Javeriana de Colombia y de Derecho Penal en la Universidad Mayor de San Marcos. 
En 1996, realizó un Diplomado de Estudios de América Latina en la Universidad Sorbonne IV París, Francia. Posteriormente, entre 1997 y 2000, completo un Doctorado en Derecho y Relaciones Internacionales en la Universidad Nacional del País Vasco, España. 
Trabaja como gerente general en el Centro Jurídico Valer Abogados S. A. C. desde el 2012.
Es simpatizante del Opus Dei, aunque, según la organización, nunca ha sido miembro.

## Vida política
Se ha definido como socioliberal y apoya el fortalecimiento del quechua. Estuvo afiliado al Partido Aprista Peruano, donde fue subsecretario de Organización y luego secretario nacional de Organizaciones Agrarias y Campesinas. Permaneció en el partido hasta su renuncia en 2010. Fue fundador y líder del Frente Amplio de Desarrollo entre 2014 y 2017.
Su carrera política se inicia en las elecciones regionales de 2014, donde fue candidato a la presidencia regional de Lima por el partido Unión por el Perú. Sin embargo, no resultó elegido.
En las elecciones regionales de 2018, fue nuevamente candidato al Gobierno Regional de Lima por Perú Nación. Pero no tuvo éxito.

### Congresista
En las elecciones generales de 2021, fue elegido congresista de la república por el partido Renovación Popular, con 20 949 votos, para el periodo parlamentario 2021-2026.
En julio del mismo año, anunció que fue separado de Renovación Popular, partido liderado por Rafael López-Aliaga. Esto se debió a que Valer declaró en una entrevista de que se debía respetar el resultado de las elecciones presidenciales y que no estaba de acuerdo con la posición de López Aliaga sobre un supuesto fraude electoral a favor de Pedro Castillo.
El 7 de julio de 2021, Valer se reunió con el entonces virtual presidente Pedro Castillo de Perú Libre, anunciando su apoyo en la segunda vuelta. También mantuvo una reunión con el exgobernador de Junín Vladimir Cerrón, líder de Perú Libre.
Valer también anunció la creación de su Bancada Liberal para el periodo 2021-2026, la cual días después dijo que no se daría, ya que tres colegas decidieron irse a la bancada Somos Perú-Partido Morado, donde finalmente decidió incorporarse.
Finalmente, en enero de 2022, anunció su renuncia a la bancada de Somos Perú, y anunció la creación de un nuevo grupo parlamentario que impulsaría la redacción de una nueva constitución. Junto con varios exlegisladores de Perú Libre, y uno de Acción Popular, Valer conformó la bancada de Perú Democrático, que era liderada por Guillermo Bermejo. En noviembre de 2022, renunció a la bancada debido a discrepancias con los miembros y se integró de nuevo a la bancada de Somos Perú.
Votó a favor en el proceso de vacancia presidencia contra Pedro Castillo, declarando en las redes sociales: «Frente a una dictadura con influencia venezolana o cubana, ¡¡¡nuestra patria se defiende!!!».
En abril de 2023, Valer, junto con la bancada de Somos Perú, presentó un proyecto de reforma constitucional para eliminar a los movimientos regionales y así permitir que solo partidos políticos puedan participar en las elecciones. El proyecto plantea modificar el artículo 35 de la Constitución para eliminar la presencia de la palabra «movimientos» en el texto sobre organizaciones políticas.

### Presidente del Consejo de Ministros
El 1 de febrero de 2022, fue nombrado y posesionado por el presidente Pedro Castillo, como presidente del Consejo de Ministros. A cuatro días de su asunción al cargo, Valer presentó su carta de renuncia, luego de conocerse una serie de denuncias en su contra por agresión familiar. A pesar de ello, siguió ejerciendo como ministro y aseguró que la renuncia la aceptará el presidente cuando anuncie el nuevo premier. Mantuvo este cargo hasta el día 8 del mismo mes.

## Polémicas
Héctor Valer ha expresado posturas discrepantes con políticos y colectivos sociales, lo que ha generado controversia. Posteriormente, manifestó su rechazo a la Corte Interamericana de Derechos Humanos. Además, según el periódico El Comercio, Valer afronta una investigación por corrupción en la modalidad de colusión, en agravio de la Municipalidad Provincial de Coronel Portillo, Ucayali.

### Sanciones de la Comisión de Ética del Congreso
En noviembre de 2021, la Comisión de Ética anunció una investigación contra Valer por declaraciones sexistas hacia el congresista de Fuerza Popular Héctor Ventura en una sesión de la Comisión Agraria del septiembre anterior, al decirle «que se ponga falda» al mostrar su solidaridad a la legisladora Vivian Olivos del mismo partido. También, la Oficina de Prevención y Seguridad del Parlamento reportó otro intento de agresión al personal de seguridad y el personal de prensa cuando Valer intentó ingresar al despacho de la presidenta del Congreso, María del Carmen Alva, después de una sesión ordinaria.
En enero de 2022, la Comisión de Ética lo multó por quince días tras agravio a José Cueto y otros congresistas.

### Denuncias por agresión
En 2007 fue denunciado por la financiera Agrobanco, en que se reportó que empujó a una psicóloga e intentó robar su expediente durante una prueba psicotécnica.
En 2016 fue denunciado por su hija por agresión física. Al año siguiente, un juez dictó medidas de protección para su esposa, Ana María Montoya, y su hija. Además, varios vecinos del distrito de San Borja firmaron una petición para que Valer abandone su domicilio debido a ruidos y peleas en el interior de su hogar.

### Captura y detención
El 7 de junio de 2022, fue detenido en la sede del Ministerio del Interior. La División de Policía Judicial y Requisitorias de la Policía Nacional del Perú informó a la presidenta del Congreso la detención de Valer Pinto por estar requerido por el delito contra los recursos naturales y el medio ambiente.

### Cartel de Sendero Luminoso
En enero de 2023, cuando se debatía el voto de confianza del gabinete Otárola, el congresista Valer se acercó al centro del hemiciclo parlamentario para colocar un cartel con el símbolo de Sendero Luminoso, sobre las fotografías de los fallecidos durante las protestas en Puno, luego de asociar las muertes con el grupo terrorista. También afirmó: «Porque esa es la actitud de aquellos que utilizan a las masas y que militan en Sendero Luminoso que siguen teniendo una ideología comunista».
Luego de esto, el presidente del Congreso pidió a los miembros de seguridad que retiren dicha imagen.